# Кушнер, Чарльз
Чарльз Кушнер (англ. Charles Kushner; род. 16 мая 1954, Элизабет, Нью-Джерси, США) — американский застройщик и бывший адвокат, лишённый лицензии. Он основал Kushner Companies в 1985 году.
В 2005 году он был осуждён за незаконные пожертвования на избирательную кампанию, уклонение от уплаты налогов и фальсификацию показаний свидетелей после того, как нанял проститутку, чтобы соблазнить своего зятя, организовал запись сексуального контакта между ними и отправил запись своей сестре. Он был приговорён к двум годам тюремного заключения, которые он отбыл в федеральном тюремном лагере в Монтгомери. Как осужденный преступник, он также был лишён лицензии в трёх штатах. Дело вёл Крис Кристи, который сказал, что Кушнер совершил «одно из самых отвратительных и отвратительных преступлений», которые он когда-либо вёл. Позже он получил помилование, выданное тестем своего сына президентом Дональдом Трампом 23 декабря 2020 года, когда он был вовлечён в попытку отменить выборы 2020 года.
Его сын Джаред Кушнер является мужем Иванки Трамп и зятем президента Дональда Трампа, во время президентской администрации которого он занимал должность старшего советника с 2017 по 2021 год. У него есть ещё трое детей, включая Джошуа Кушнера, и он является тестем Карли Клосс.
В ноябре 2024 года избранный президент Дональд Трамп заявил о своём намерении выдвинуть Кушнера на пост посла США во Франции на второй срок.